# Ходячі мерці (сезон 1)
Перший сезон американського телесеріалу «Ходячі мерці» має 6 епізодів. Прем'єра першого епізоду відбулась 31 жовтня 2010, останній епізод показували 5 грудня 2010. Телесеріал оснований на однойменній серії коміксів Роберта Кіркмана, Тоні Мура і Чарлі Адларда. Ідея екранізації коміксу належить Френку Дарабонту, який є режисером пілотної серії, а також співавтором сценарію до чотирьох з шести епізодів серіалу.
Головний сюжет першого сезону зосереджується на Ріку Граймсу, заступнику шерифа, який потрапляє в кому після вогнепального поранення. Прокинувшись у лікарні, він бачить, що весь медичний персонал відсутній, зате в самій будівлі панує розруха. Поступово він приходить до усвідомлення того, що стався зомбі-апокаліпсис. Він намагається вижити в новому небезпечному світі і знайти свою дружину та сина, які ймовірно ще живі. В надії відшукати своїх близьких, Рік вирушає у небезпечну подорож до великого міста Атланта, що у штаті Джорджія, де за чутками агентство міністерства охорони здоров'я США (CDC), створило безпечну карантинну зону. Однак незабаром він виявляє, що місто кишить «блукачами», які становлять велику загрозу всьому живому.
За декілька миль від міста, Лорі, дружина Ріка, та його син Карл були у безпеці з Шейном Волшом, колишнім колегою по роботі та найкращим другом Ріка. Вони встановили табір з невеликою групою людей, яким також вдалося вижити. Після втечі з небезпечного міста, Рік зустрівся зі своїми близькими у таборі, але перед офіцером поліції постало нове завдання, тепер він з Шейном мали взяти на себе відповідальність за виживання групи людей у таборі. Для поповнення запасів зброї четверо осіб з групи вирушає назад у місто, де залишилась Рікова сумка зі зброєю та рацією. На зворотному шляху на табір нападають «блукачі». Після нічної атаки блукачів гинуть Емі та Ед, а Джима кусають за бік. Рік згадує про розташований в околицях Атланти ЦКЗ (англ. CDC) і вирішує відвести тих, хто вижив туди, сподіваючись, що там працюють учені яким вдалося щось придумати.

## У ролях

### Основний склад
- Ендрю Лінкольн — Рік Граймс — головний протагоніст серіалу, колишній заступник шерифа з округу Кінг, Джорджія, Чоловік Лорі та батько Карла. (6 епізодів)
- Джон Бернтал — Шейн Волш — близький друг Ріка, колишній заступник шерифа та головний антагоніст. (6 епізодів)
- Сара Вейн Келліс — Лорі Граймс — дружина Ріка та матір Карла. (6 епізодів)
- Лорі Голден — Андреа — колишній успішний адвокат, чия молодша сестра померла в першому сезоні. (5 епізодів)
- Джеффрі ДеМанн — Дейл Горват — найстарший член групи, власник RV на якому група подорожує. (6 епізодів)
- Стівен Ян — Гленн — колишній кур'єр піци та невід'ємний член групи. (6 епізодів)
- Чендлер Ріггз — Карл Граймс — син Ріка та Лорі (6 епізодів)

### Другорядний склад
- Емма Белл — Емі
- Мелісса МакБрайд — Керол
- Адам Мінарович — Ед
- Айрон Сінґлтон — Ті-Доґ
- Вівіана Чавез — Міранда
- Медісон Лінтц — Софія Пелетьє
- Медді Ломакс — Еліза
- Гоа Ломакс — Луїс
- Хуан Габріел Парейа — Моралес
- Джеріл Прескотт Сейлс — Джекі
- Норман Рідус — Деріл Діксон
- Майкл Рукер — Мерл Діксон
- Ендрю Ротенберг — Джим
- Ноа Еммеріх — Доктор Едвін Дженнер

## Епізоди
| # | Назва                                     | Режисер(и)           | Сценарист(и)                                                                                         | Вийшов у США      | Перегляд американцями (у мільйонах) |
| - | ----------------------------------------- | -------------------- | --- | ----------------- | ----------------------------------- |
| 1 | «Колишні дні» «Days Gone Bye»             | Френк Дарабонт       | Телесценарій: Френк Дарабонт                                                                         | 31 жовтня 2010    | 5.35                                |
| 2 | «Нутрощі» «Guts»                          | Мішель Макларен      | Френк Дарабонт                                                                                       | 7 листопада 2010  | 4.71                                |
| 3 | «Розкажи це жабам» «Tell It to the Frogs» | Гвінет Гордер-Пейтон | Телесценарій: Чарльз Г. Еглі & Джек Логудіс та Френк Дарабонт Історія: Чарльз Г. Еглі & Джек Логудіс | 14 листопада 2010 | 5.07                                |
| 4 | «Ватос» «Vatos»                           | Юхан Ренк            | Роберт Кіркман                                                                                       | 21 листопада 2010 | 4.75                                |
| 5 | «Пекельний вогонь» «Wildfire»             | Ернест Дікерсон      | Глен Маззара                                                                                         | 28 листопада 2010 | 5.56                                |
| 6 | «ТС-19» «TS-19»                           | Гай Ферланд          | Адам Ф'єрро та Френк Дарабонт                                                                        | 5 грудня 2010     | 5.97                                |